# Susanna Agnelli

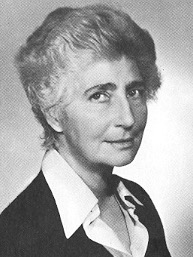
Susanna Agnelli

Susanna Agnelli (Turijn, 24 april 1922 - Rome, 15 mei 2009) was een Italiaans politica en zakenvrouw. Zij was de eerste vrouw ooit die Italiaans minister van Buitenlandse Zaken was.
Susanna Agnelli was een kleindochter van Giovanni Agnelli, de stichter van Fiat. Haar broer Gianni Agnelli was tot 1996 baas van Fiat. In 1976 werd Susanna Agnelli in het Italiaans Parlement verkozen voor de Republikeinse Partij van Italië (PRI) en in 1983 werd zij senator. Van 1979-1981 was zij ook lid van het Europees Parlement. Verder was zij burgemeester van Porto Santo Stefano en van Monte Argentario.
Susanna Agnelli was staatssecretaris van Buitenlandse Zaken in de regeringen Craxi (1986-1987), De Mita (1987-1989) en Andreotti (1989-1991). In 1995-1996 was zij minister van Buitenlandse Zaken in de regering van Lamberto Dini. Zij was ook een bekend schrijfster.

## Werken
- Vestivamo alla marinara (1975)
- Gente alla deriva (1980)
- Ricordati Gualeguaychu (1982)
- Addio, addio mio ultimo amore (1985)